# Schlechtsart
Schlechtsart est une commune allemande de l'arrondissement de Hildburghausen, Land de Thuringe.

## Géographie
Schlechtsart se situe dans la lande de Heldburg.
|            | Straufhain     |            |
| Trappstadt | Schlechtsart   | Westhausen |
|            | Gompertshausen |            |

## Histoire
Schlechtsart est mentionné pour la première fois en 1260.
Schlechtsart est la scène d'une chasse aux sorcières en 1616. Anna Schadin subit un procès et est brûlée.
En raison de sa proximité avec la frontière entre l'Allemagne de l'Ouest et l'Allemagne de l'Est, le village est victime de l'isolement décidé par la RDA.

## Source, notes et références
- (de) Cet article est partiellement ou en totalité issu de l’article de Wikipédia en allemand intitulé « Schlechtsart » (voir la liste des auteurs).